# Grabmal der Katharina von der Mark

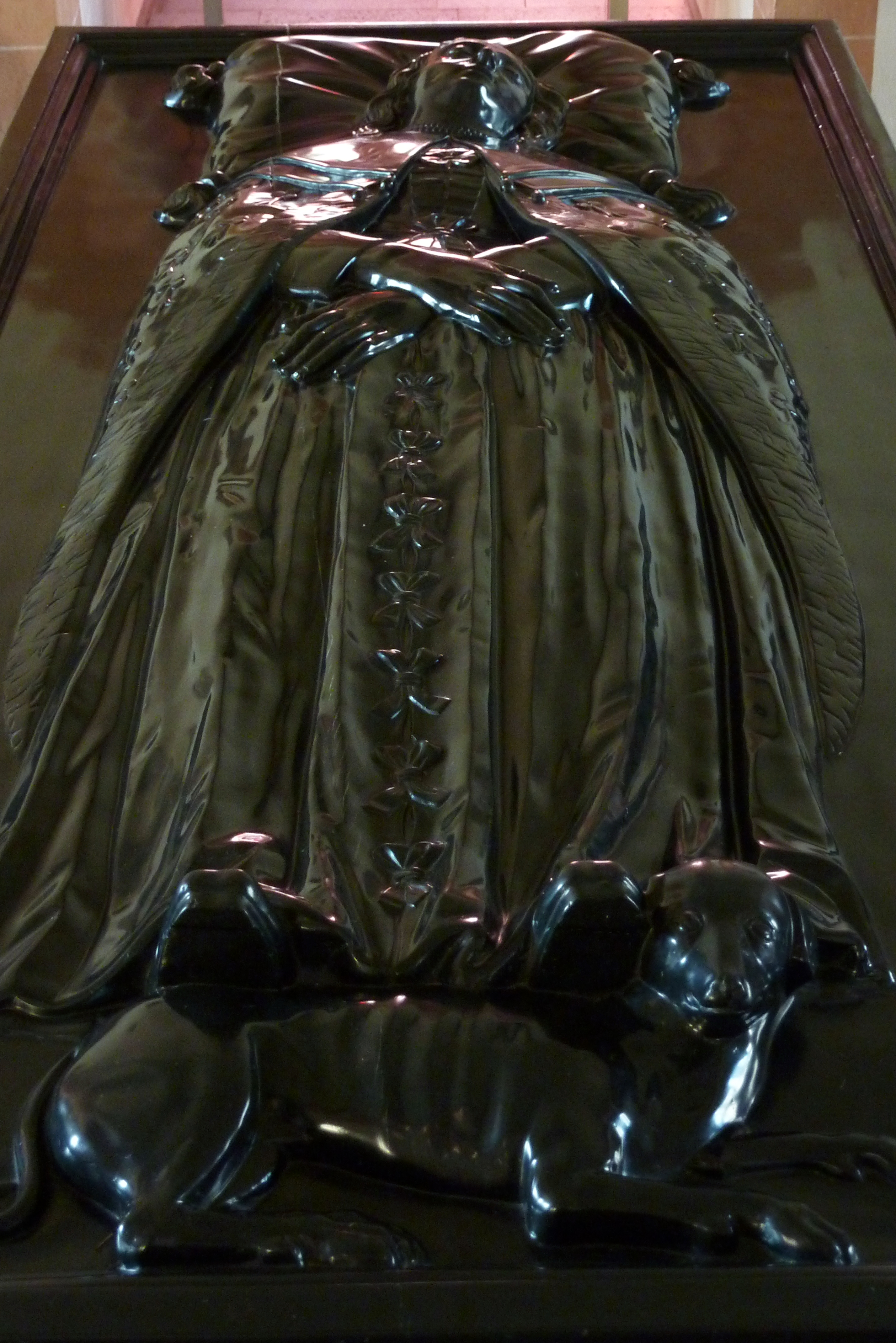
Grabmal der Katharina von der Mark

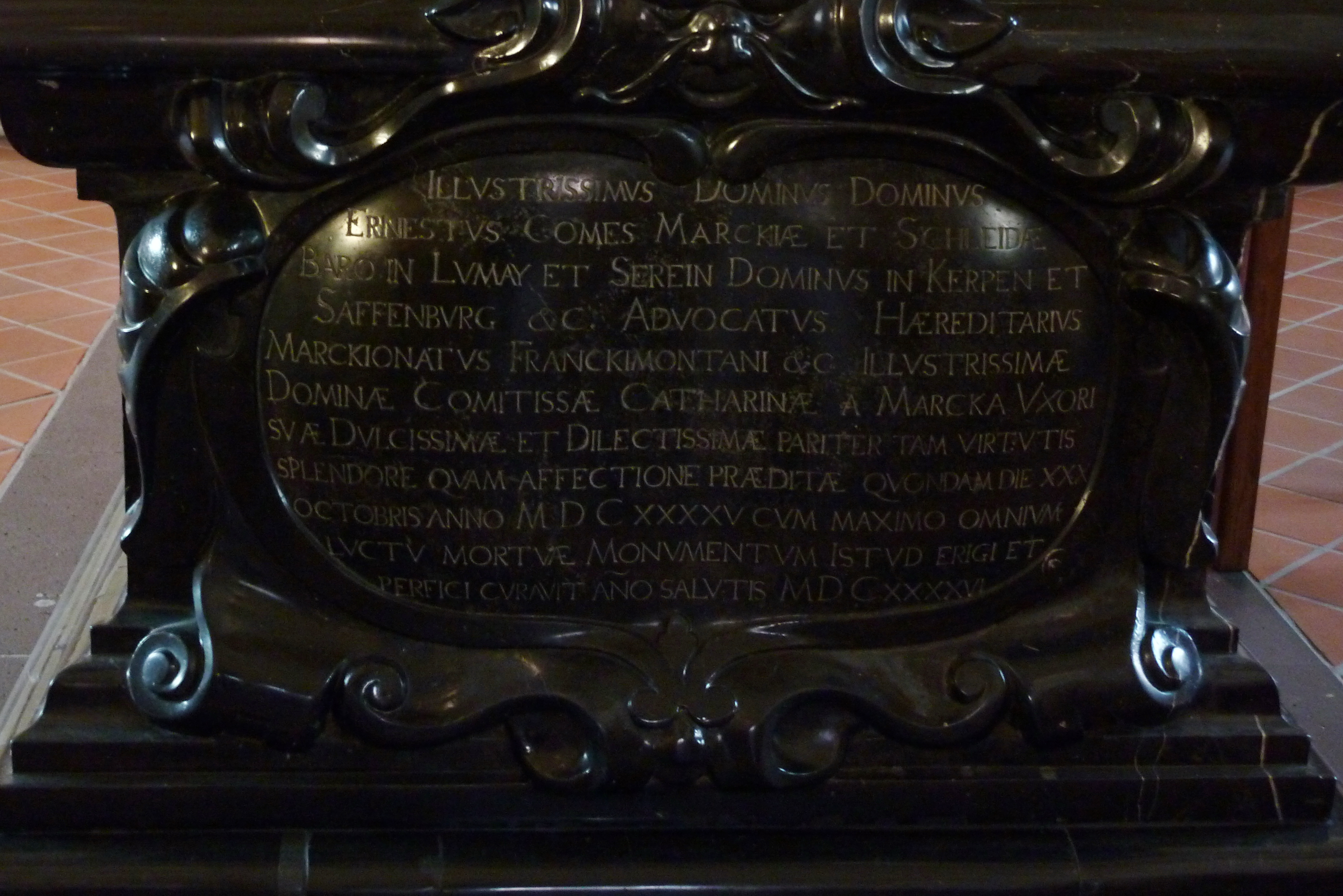
Lateinische Inschrift

Das Grabmal der Katharina von der Mark ist ein Sarkophag aus dem 17. Jahrhundert in der katholischen Pfarrkirche St. Nikolaus und Rochus in Mayschoß, einer Ortsgemeinde im Kreis Ahrweiler in Rheinland-Pfalz. Er ist die Arbeit eines namentlich nicht überlieferten Bildhauers aus Theux, der für die Grafen von der Mark arbeitete.

## Katharina von der Mark
Katharina von der Mark (* 1622 † 30. Oktober 1645) war die uneheliche Tochter einer Magd und wuchs im Gesinde auf Schloss Schleiden auf. Der zweimal verwitwete Ernst von der Mark heiratete im Alter von 51 Jahren die 19-jährige Katharina 1641 in dritter Ehe. Katharina gebar vier Kinder. Dies waren die Söhne Engelbert und Franz-Anton sowie die Töchter Maria Magdalena und Katharina-Franziska. Ernst von der Mark gelang es, dass durch eine Urkunde des Papstes Innozenz X. vom 23. April 1649 die nicht standesgemäße Ehe legitimiert wurde und seine Kinder mit Katharina zu ebenbürtigen Nachkommen erklärt wurden. Ernst von der Mark starb am 12. Februar 1654 im Alter von 64 Jahren und ließ sich neben seiner Gemahlin, Katharina von der Mark, in der Pfarrkirche von Mayschoß bestatten. Sein Grabmal ist nicht erhalten geblieben.

## Beschreibung des Grabmals
Gleich am Anfang des Mittelschiffes befindet sich das Grabmal der Katharina von der Mark, das 1646 aus schwarzem Belgisch Granit ausgeführt wurde. Am Kopfende wird von Kindern das Wappen der Herren von der Mark gehalten. Auf der Deckplatte der Tumba ist die lebensgroße Gestalt der Verstorbenen dargestellt und am Fußende ist eine lateinische Inschrift angebracht: „ILLUSTRISSIMUS DOMINUS DOMINUS ERNESTUS COMES MARCKIAE ET SCHLEIDAE BARO IN LUMAY ET SEREIN DOMINUS IN KERPEN ET SAFFENBURG &C ADVOCATUS HAEREDITARIUS MARCKIONATUS FRANCKIMONTANI &C ILLUSTRISSIMAE DOMINAE COMITASSAE CATHARINAE A MARCKA UXORI SUAE DULCISSIMAE ET DILECTISSIMAE PARITER TAM VIRTUTIS SPLENDORE QUAM AFFECTIONE PRAEDITAE QUONDAM DIE XXX OCTOBRIS AN(N)O MDCXXXXV CUM MAXIMO OMNIUM LUCTU MORTUAE MONUMENTUM ISTUD ERIGI ET PERFICI CURAVIT ANO SALUTIS MDCXXXXVI:“
Diese Inschrift lautet in Übersetzung wie folgt: Der erlauchte Herr, Herr Graf Ernst von der Mark und Schleiden, Baron in Lümay und Serein, Herr in Kerpen und Saffenburg usw. hat der erlauchten Herrin, der Gräfin Katharina von der Mark, seiner geliebtesten und treuesten Gemahlin, die ebensosehr durch den Glanz ihrer Tugend wie durch ihre Lieblichkeit ausgezeichnet, einst am 30. Oktober 1645 zur größten Trauer aller gestorben ist, dieses Denkmal errichten und vollenden lassen im Jahre des Heiles 1646.
Das wohlgeformte Haupt mit dem Antlitz einer jungen Frau ruht auf einem mit Quasten versehenen Kissen und ihr offenes Haar fällt über ihre Schultern herab. Den Hals umschließt eine Korallenkette. Das faltenreiche Gewand wird von einem breiten Gürtel mit einer verzierten Schnalle zusammengehalten und die Hände sind übereinandergelegt. Ein prächtiger Hermelinmantel bedeckt das Gewand. Zu ihren den Füßen liegt ein Hund, der bei adligen Frauengräbern das Sinnbild der Treue darstellte.